# Karol Ludwik Badeński (1755–1801)
Karol Ludwik Badeński (ur. 14 lutego 1755 w Karlsruhe, zm. 16 grudnia 1801 w Arboga) – następca tronu Badenii-Durlach i Badenii-Baden.

## Odznaczenia
- Order Wierności – z urodzenia (Badenia)[1]
- Order Serafinów (Królestwo Szwecji)[2]
- Order Orła Czarnego (Królestwo Prus)[2]
- Order Orła Czerwonego (Królestwo Prus)[2]
- Order Świętego Andrzeja (Imperium Rosyjskie)
- Order Świętego Aleksandra Newskiego (Imperium Rosyjskie)[2]

## Rodzina
Syn margrabiego Badenii-Durlach Karola Fryderyka i jego pierwszej żony Karoliny Hessen-Darmstadt.
15 lipca 1775 roku ożenił się z Amalią Fryderyką z Hesji-Darmstadt, córką Ludwika IX landgrafa Hesji-Darmstadt i Karoliny Wittelsbach, księżniczki Palatynatu-Zweibrücken. Mieli ośmioro dzieci:
- Katarzyna Amalia (1776–1823)
- Karolina Fryderyka (1776–1841) – druga żona króla Bawarii Maksymiliana I Wittelsbacha
- Ludwika Maria (1779–1826) – żona cara Rosji Aleksandra I Romanowa
- Fryderyka Dorota (1781–1826) – żona króla Szwecji Gustawa IV Adolfa Oldenburga
- Maria Elżbieta (1782–1808) – żona księcia Brunszwiku Fryderyka Wilhelma Welfa
- Karol Fryderyk (1784–1785)
- Karol Ludwik (1786–1818) – wielki książę Badenii, mąż Stefanii de Beauharnais
- Wilhelmina Luiza (1788–1836) – żona wielkiego księcia Hesji-Darmstadt Ludwika II

Karol Ludwik zmarł w 1801. Jego ojciec został w 1806 wyniesiony do rangi wielkiego księcia, a jego następcą został jedyny syn Karola Ludwika – również Karol Ludwik.